# 6月 (旧暦)
旧暦6月（きゅうれきろくがつ）は、旧暦（太陰太陽暦）の年初から6番目の月である。
天保暦よりも前の定義では、大暑を含む月を6月とする。新暦では6月下旬から8月上旬ごろに当たる。
6月の別名は水無月（）である。名前の由来は6月を参照のこと。異称は「季夏（）」。
東洋の太陰太陽暦では月の日数である大小（大月30日、小月29日）が年により異なるため、6月29日までで6月30日は存在しない年もある。

## 水無月の日付
| 西暦         | 朔      | 晦      | 日数 |
| ------------ | ------- | ------- | ---- |
| 2008年       | 7月3日  | 7月31日 | 29日 |
| 2009年       | 7月22日 | 8月19日 | 29日 |
| 2010年       | 7月12日 | 8月9日  | 29日 |
| 2011年       | 7月1日  | 7月30日 | 30日 |
| 2012年       | 7月19日 | 8月17日 | 30日 |
| 2013年       | 7月8日  | 8月6日  | 30日 |
| 2014年       | 6月27日 | 7月26日 | 30日 |
| 2015年       | 7月16日 | 8月13日 | 29日 |
| 2016年       | 7月4日  | 8月2日  | 30日 |
| 2017年       | 7月23日 | 8月21日 | 30日 |
| 2018年       | 7月13日 | 8月10日 | 29日 |
| 2019年       | 7月3日  | 7月31日 | 29日 |
| 2020年       | 7月21日 | 8月18日 | 29日 |
| 2021年       | 7月10日 | 8月7日  | 29日 |
| 2022年       | 6月29日 | 7月28日 | 30日 |
| 2023年       | 7月18日 | 8月15日 | 29日 |
| 2024年       | 7月6日  | 8月3日  | 29日 |
| 2025年       | 6月25日 | 7月24日 | 30日 |
| 2025年（閏） | 7月25日 | 8月22日 | 29日 |
| 2026年       | 7月14日 | 8月12日 | 30日 |
| 2027年       | 7月4日  | 8月1日  | 29日 |
| 2028年       | 7月22日 | 8月19日 | 29日 |
| 2029年       | 7月12日 | 8月9日  | 29日 |
| 2030年       | 7月1日  | 7月29日 | 29日 |
| 2031年       | 7月19日 | 8月17日 | 30日 |